# Исанбаево (Янаульский район)
Исанбаево (баш. Иҫәнбай) — село в Янаульском районе Башкортостана, относится к Ижболдинскому сельсовету.

## Географическое положение
Расположено неподалёку от истока реки Исанбайка. Расстояние до:
- районного центра (Янаул): 33 км,
- центра сельсовета (Ижболдино): 5 км,
- ближайшей ж/д станции (Янаул): 33 км.

## История
Деревня основана на вотчинных землях башкир Эске-Еланской волости Казанской дороги ясачными татарами, известна с 1717 года. В 1748 году проживало 60 ясачных татар мужского пола. По договору 1786 года о припуске с башкирами Урман-Гарейской волости Казанской дороги здесь поселилась новая группа тептярей. Деревня принадлежала к 10-й тептярской команде, в 1795 году насчитывалось 37 тептярей (19 мужчин и 18 женщин).
По VIII ревизии 1834 года — 110 мужчин и 113 женщин. На 36 дворов в 1842 году приходилось 175 лошадей, 195 коров, 121 овцы, 244 козы. Пчеловоды имели 100 ульев, 30 бортей. Была мельница. В 1859 году зафиксирован 231 мужчина и 208 женщин в 67 дворах.
В 1870 году — деревня Исенбаева 3-го стана Бирского уезда Уфимской губернии, 464 жителя (244 мужчины и 220 женщин), все тептяри. Имелась водяная мельница.
В 1896 году в деревне Кызылъяровской волости VII стана Бирского уезда — 155 дворов, 893 жителя (453 мужчины, 440 женщин), торговая лавка и кузница.
По данным переписи 1897 года в деревне проживало 919 жителей (457 мужчин и 462 женщины), из них 902 были магометанами.
В 1906 году — 939 жителей, водяная мельница, 2 мечети, 3 бакалейные лавки.
В 1920 году по официальным данным в деревне 207 дворов и 982 жителя (499 мужчин, 483 женщины), по данным подворного подсчета — 1050 жителей и 1 работник в 208 хозяйствах, татары.
В 1926 году деревня относилась к Краснохолмской волости Бирского кантона Башкирской АССР.
В 1939 году население составляло 988 человек, в 1959 году — 611 жителей.
В 1982 году население — около 330 человек.
В 1989 году — 227 человек (93 мужчины, 134 женщины).
В 2002 году — 149 человек (70 мужчин, 79 женщин), татары (66 %) и башкиры (34 %).
В 2010 году — 172 человека (81 мужчина, 91 женщина).
Действуют фельдшерско-акушерский пункт, клуб.

## Население
| 2002 | 2009 | 2010 |
| ---- | ---- | ---- |
| 149  | ↗158 | ↗172 |

## Известные уроженцы
- Шафикова, Каусария Фидаиевна — поэтесса, прозаик.